# قائمة ألعاب يوغي يو!
تشمل هذه القائمة الألعاب التي طورتها شركة كونامي لصالح أمتياز يوجي يو ! السلسلة التي انتجها المانغاكا الكبير كازوكي تاكاهاشي المبنية علي المانغا التي رسمها والآنمي الذي بني علي اساسها مع بعض الاختلافات قليلاً سلسلة الألعاب مبنية علي أساس لعبة مبارزة الوحوش المعروفة أيضاً بالإنجليزية Yu-Gi-Oh! Trading Card Game يوجد أكثر من 56 لعبة علي عدة منصات
و مثل هذه المنصات: الجيم بوي والجيم بوي كولر والجيم بوي أدفانس والجيم كيوب والموبايل والنينتندو دي أس والنينتندو ثري دي أس ونينتندو سويتش والكمبيوتر الشخصي والبلاي ستيشن وان والبلاي ستيشن تو والبلاي ستيشن ثري والبلاي ستيشن فور، البي اس بي، الوي والإكس بوكس والإكس بوكس ثري سيكستي، والإكس بوكس وان.

## ألعاب
| أسم اللعبة باللغة العربية                         | أسم اللغة باللغة اليابانية                   | تاريخ الاصدار                                                                   | المنصة         | ملاحظات                               | المراجع |
| ------------------------------------------------- | -------------------------------------------- | ------------------------------------------------------------------------------- | -------------- | ------------------------------------- | ------- |
| يوغي يو ! مبارزة الوحوش                           | 遊☆戯☆王 デュエルモンスターズ                | اليابان : 16 ديسمبر 1998                                                        | جيم بوي        | تم أصدار نسخة يابانية قفط             | [ 1 ]   |
| يوغي يو ! الوحوش المكبسلة التكاثر والمعركة        | 遊☆戯☆王 モンスターカプセル ブリード＆バトル | اليابان : 23 يوليو 1998 اليابان : 28 مارس 2002 (كتاب البلايستيشن لافضل الألعاب) | بلايستيشن وان  | تم أصدار نسخة يابانية فقط             | [ 2 ]   |
| يوغي يو ! مبارزة الوحوش أثنان: قصص مبارزات الظلام | 遊戯王デュエルモンスターズＩＩ闇界決闘記     | اليابان 8 يوليو 1999                                                            | جيم بوي كولر   | تم أصدار نسخة يابانية فقط             | [ 3 ]   |
| يوغي يو ! الذكريات المحرمة                        | 遊戯王真デュエルモンスターズ封印されし記憶   | اليابان 9 ديسمبر 1999 الولايات المتحدة 20 مارس 2002                             | بلاي ستيشن وان | أول لعبة يتم أصدار نسخة إنجليزية منها | [ 4 ]   |
| يوغي يو ! الوحوش المكبسلة جي بي (جيم بوي)         | 遊戯 王 モ ン ス タ ー カ プ セ ル ＧＢ      | اليابان 13 أبريل 2000                                                           | جيم بوي كولر   | تم أصدار نسخة يابانية فقط             | [ 5 ]   |